# 弗格森冰川 (斯科特海岸)
弗格森冰川（英語：Ferguson Glacier），是南極洲的冰川，位於維多利亞地的斯科特海岸，處於加拉赫蓋爾嶺東面的阿斯加德山脈，現時由南極條約體系管理。